# B-Junioren-Bundesliga 2007/08
Die B-Junioren-Bundesliga 2007/08 war die erste Saison der B-Junioren-Bundesliga.
Sie wurde nach dem Vorbild der bereits 2003 eingeführten A-Junioren-Bundesliga in den Staffeln Nord/Nordost, Süd/Südwest und West ausgetragen. Am Saisonende spielten die drei Staffelsieger sowie der Vizemeister der Süd/Südwest-Staffel um die deutsche B-Jugend-Meisterschaft. Das Halbfinale wurde in Hin- und Rückspiel, das Finale in einem Spiel ausgetragen. Die drei letztplatzierten Mannschaften der drei Staffeln stiegen in die untergeordneten Ligen ab.
Erster Titelträger der B-Junioren-Bundesliga wurde die TSG 1899 Hoffenheim, die sich im Endspiel gegen Borussia Dortmund durchsetzte. Damit verlor Dortmund zum dritten Mal in Folge das Finale der Jugendmeisterschaft.

## Staffel Nord/Nordost
Bis zur Winterpause nach 13 Spielen zeichnete sich ein Dreikampf um den Einzug in die Endrunde zwischen Hertha BSC, Werder Bremen und dem VfL Wolfsburg ab, wobei Herbstmeister Hertha zu Beginn der Rückrunde den Vorsprung auf Rang zwei zwischenzeitlich auf bis zu sieben Punkte erhöhen konnte. Am 22. Spieltag verdrängte der VfL Wolfsburg die Hertha jedoch von der Tabellenspitze, während Bremen den Anschluss an beide Mannschaften verlor. Zum letzten Spieltag belegten Wolfsburg und Hertha schließlich punktgleich die Plätze eins und zwei, wobei Wolfsburg aufgrund des besseren Torverhältnisses für die Endrunde qualifiziert gewesen wäre. Doch während Wolfsburg das letzte Spiel mit 2:0 in Hamburg gewann, zog Hertha mit einem 5:1-Sieg gegen Osnabrück aufgrund der nun für Hertha sprechenden Tordifferenz noch an Wolfsburg vorbei und nahm somit an der Endrunde teil.
Unter den Absteigern aus Dresden, Leipzig und Braunschweig sorgte insbesondere Braunschweig für negatives Aufsehen, da der Mannschaft lediglich ein Auswärtssieg bei Holstein Kiel am elften Spieltag gelang, während im eigenen Stadion kein einziger Sieg erspielt und lediglich mit Unentschieden unter anderem gegen Hertha und Rostock kleinere Achtungserfolge erzielt wurden. Auch Leipzig zeichnete sich schon früh in der Saison als Absteiger ab, während Dresden noch am letzten Spieltag auf einem Nicht-Abstiegsplatz um den Klassenerhalt spielte, letztlich aber von Holstein Kiel überholt wurde und somit den Abstieg in die Regionalliga hinnehmen musste.
| Pl. | Verein                 | Sp. | S  | U | N  | Tore    | Diff. | Punkte |
| --- | ---------------------- | --- | -- | - | -- | ------- | ----- | ------ |
| 1.  | Hertha BSC             | 26  | 18 | 5 | 3  | 067:290 | +38   | 59     |
| 2.  | VfL Wolfsburg          | 26  | 18 | 5 | 3  | 068:310 | +37   | 59     |
| 3.  | Werder Bremen          | 26  | 14 | 4 | 8  | 055:320 | +23   | 46     |
| 4.  | Hamburger SV           | 26  | 11 | 7 | 8  | 041:290 | +12   | 40     |
| 5.  | Hansa Rostock          | 26  | 11 | 6 | 9  | 048:430 | +5    | 39     |
| 6.  | Hannover 96            | 26  | 12 | 5 | 9  | 036:320 | +4    | 41     |
| 7.  | VfL Osnabrück          | 26  | 10 | 5 | 11 | 048:450 | +3    | 35     |
| 8.  | Tennis Borussia Berlin | 26  | 10 | 4 | 12 | 042:440 | −2    | 34     |
| 9.  | Rot-Weiß Erfurt        | 26  | 10 | 4 | 12 | 040:440 | −4    | 34     |
| 10. | Energie Cottbus        | 26  | 9  | 6 | 11 | 029:380 | −9    | 33     |
| 11. | Holstein Kiel          | 26  | 10 | 2 | 14 | 030:460 | −16   | 32     |
| 12. | Dynamo Dresden         | 26  | 8  | 6 | 12 | 031:400 | −9    | 30     |
| 13. | Sachsen Leipzig        | 26  | 6  | 2 | 18 | 030:650 | −35   | 20     |
| 14. | Eintracht Braunschweig | 26  | 1  | 7 | 18 | 020:670 | −47   | 10     |

### Torschützenliste
|    |             | Spieler           | Verein           | Tore |
| -- | ----------- | ----------------- | ---------------- | ---- |
| 1. | Deutschland | Abu-Bakarr Kargbo | Hertha BSC       | 17   |
| 1. | Deutschland | Mario Petry       | VfL Wolfsburg    | 17   |
| 3. | Deutschland | Steven Lewerenz   | Dynamo Dresden   | 15   |
| 4. | Deutschland | Felix Kroos       | FC Hansa Rostock | 13   |
| 4. | Deutschland | Bastian Kühn      | Werder Bremen    | 13   |

## Staffel Süd/Südwest
Bayern München belegte als amtierender deutscher B-Jugend-Meister nur den sechsten Rang der Abschlusstabelle, während die gesamte Spielzeit von den Mannschaften aus Hoffenheim und Kaiserslautern dominiert wurde. Diese belegten ab dem neunten Spieltag durchgehend die Plätze eins und zwei der Tabelle und qualifizierten sich schließlich auch für die Endrunde um die deutsche Meisterschaft.
Die SG Rosenhöhe aus Offenbach konnte bis einschließlich des 24. Spieltags keinen einzigen Punktgewinn erzielen. Die letzten zwei Spiele gegen den Mitabsteiger aus Regensburg und den 1. FC Saarbrücken gewann die Mannschaft zwar noch, dennoch hatte sie vom ersten bis zum letzten Spieltag den letzten Platz der Staffel belegt und stieg schließlich in die untergeordneten Ligen ab. Die Mitabsteiger Stuttgarter Kickers und Jahn Regensburg hatten insbesondere mit den Teams des SC Freiburg und von 1860 München um den Klassenerhalt gekämpft, Freiburg erreichte aber am vorletzten und 1860 München am letzten Spieltag den sicheren Nicht-Abstieg.
| Pl. | Verein               | Sp. | S  | U | N  | Tore    | Diff. | Punkte |
| --- | -------------------- | --- | -- | - | -- | ------- | ----- | ------ |
| 1.  | TSG 1899 Hoffenheim  | 26  | 20 | 3 | 3  | 071:260 | +45   | 63     |
| 2.  | 1. FC Kaiserslautern | 26  | 18 | 6 | 2  | 061:310 | +30   | 60     |
| 3.  | VfB Stuttgart        | 26  | 15 | 5 | 6  | 059:320 | +27   | 50     |
| 4.  | Eintracht Frankfurt  | 26  | 13 | 5 | 8  | 059:420 | +17   | 44     |
| 5.  | 1. FC Nürnberg       | 26  | 11 | 6 | 9  | 043:240 | +19   | 39     |
| 6.  | Bayern München (M)   | 26  | 11 | 6 | 9  | 044:330 | +11   | 39     |
| 7.  | 1. FSV Mainz 05      | 26  | 11 | 6 | 9  | 043:380 | +5    | 39     |
| 8.  | Karlsruher SC        | 26  | 10 | 5 | 11 | 039:440 | −5    | 35     |
| 9.  | 1. FC Saarbrücken    | 26  | 8  | 7 | 11 | 041:500 | −9    | 31     |
| 10. | 1860 München         | 26  | 7  | 8 | 11 | 029:350 | −6    | 29     |
| 11. | SC Freiburg          | 26  | 8  | 4 | 14 | 038:520 | −14   | 28     |
| 12. | Stuttgarter Kickers  | 26  | 6  | 6 | 14 | 034:560 | −22   | 24     |
| 13. | Jahn Regensburg      | 26  | 7  | 3 | 16 | 017:460 | −29   | 24     |
| 14. | SG Rosenhöhe         | 26  | 2  | 0 | 24 | 021:900 | −69   | 06     |

| (M) | amtierender B-Jugend-Meister |

### Torschützenliste
|    |             | Spieler          | Verein               | Tore |
| -- | ----------- | ---------------- | -------------------- | ---- |
| 1. | Deutschland | Marco Terrazzino | TSG 1899 Hoffenheim  | 20   |
| 2. | Deutschland | Tobias Rühle     | VfB Stuttgart        | 18   |
| 3. | Deutschland | Rico Renner      | 1. FC Kaiserslautern | 16   |
| 4. | Deutschland | Niklas Hörber    | 1. FC Nürnberg       | 15   |
| 5. | Deutschland | Marcos Álvarez   | Eintracht Frankfurt  | 14   |
| 5. | Deutschland | Patrick Herrmann | 1. FC Saarbrücken    | 14   |
| 5. | Turkei      | Öztürk Karataş   | Karlsruher SC        | 14   |

## Staffel West
Bereits zur Winterpause nach 13 Spieltagen lag Borussia Dortmund mit acht Punkten Vorsprung auf den Zweitplatzierten unangefochten an der Tabellenspitze und hatte dabei nur bei der Niederlage gegen Preußen Münster Punkte abgeben müssen. In der Rückrunde spielte Dortmund mit vier Niederlagen und zwei Unentschieden zwar weniger erfolgreich, erreichte die Endrunde um die deutsche Meisterschaft aber souverän mit neun Punkten Vorsprung auf die Verfolger.
Nach der Hinrunde hatten Preußen Münster und der Bonner SC mit jeweils nur sieben Punkten die letzten Plätze der Tabelle belegt, während der dritte Abstiegsplatz von Düsseldorf mit elf und der erste Nicht-Abstiegsplatz von Wattenscheid mit 13 Punkten belegte wurde. Daraufhin gelang es den Münsteranern in der Rückrunde 22 Punkte einzuspielen und sich vom Abstiegskampf zu distanzieren, während Düsseldorf und Wattenscheid in der gesamten Rückrunde je nur sieben Punkte einspielten, auf die letzten Tabellenpositionen zurückfielen und schließlich abstiegen. Der Bonner SC bewahrte sich durch 18 Punkte in der Rückrunde bis inklusive des 24. Spieltags die Chance auf den Klassenerhalt. Die Aufholjagd sollte sich jedoch nicht auszahlen und der Verein stieg als drittes Team aus der Staffel in die untergeordneten Ligen ab.
| Pl. | Verein                   | Sp. | S  | U | N  | Tore    | Diff. | Punkte |
| --- | ------------------------ | --- | -- | - | -- | ------- | ----- | ------ |
| 1.  | Borussia Dortmund        | 26  | 19 | 2 | 5  | 081:380 | +43   | 59     |
| 2.  | Borussia Mönchengladbach | 26  | 14 | 8 | 4  | 058:320 | +26   | 50     |
| 3.  | Bayer 04 Leverkusen      | 26  | 14 | 4 | 8  | 059:490 | +10   | 46     |
| 4.  | Arminia Bielefeld        | 26  | 14 | 4 | 8  | 042:340 | +8    | 46     |
| 5.  | VfL Bochum               | 26  | 13 | 6 | 7  | 044:290 | +15   | 45     |
| 6.  | FC Schalke 04            | 26  | 13 | 7 | 6  | 068:380 | +30   | 46     |
| 7.  | 1. FC Köln               | 26  | 10 | 8 | 8  | 056:390 | +17   | 38     |
| 8.  | MSV Duisburg             | 26  | 7  | 8 | 11 | 034:390 | −5    | 29     |
| 9.  | Preußen Münster          | 26  | 9  | 2 | 15 | 030:500 | −20   | 29     |
| 10. | Rot-Weiss Essen          | 26  | 9  | 2 | 15 | 028:490 | −21   | 29     |
| 11. | Alemannia Aachen         | 26  | 7  | 7 | 12 | 038:480 | −10   | 28     |
| 12. | Bonner SC                | 26  | 7  | 4 | 15 | 038:640 | −26   | 25     |
| 13. | SG Wattenscheid 09       | 26  | 4  | 8 | 14 | 016:470 | −31   | 20     |
| 14. | Fortuna Düsseldorf       | 26  | 4  | 6 | 16 | 024:600 | −36   | 18     |

### Torschützenliste
|    |             | Spieler                 | Verein                   | Tore |
| -- | ----------- | ----------------------- | ------------------------ | ---- |
| 1. | Deutschland | Daniel Ginczek          | Borussia Dortmund        | 26   |
| 2. | Deutschland | Sven Kreyer             | Bayer 04 Leverkusen      | 24   |
| 3. | Deutschland | Andreas Wiegel          | FC Schalke 04            | 19   |
| 4. | Deutschland | Lucas Musculus          | 1. FC Köln               | 17   |
| 5. | Benin       | Victor Hounyovi-Huschka | Borussia Dortmund        | 15   |
| 5. | Turkei      | Gökhan Lekesiz          | Borussia Mönchengladbach | 15   |

## Endrunde um die deutsche B-Junioren-Meisterschaft 2008

### Halbfinale
| Datum                                 |                      | Gesamt |                     | Hinspiel  | Rückspiel |
| ------------------------------------- | -------------------- | ------ | ------------------- | --------- | --------- |
| 11.6. um 18:00 Uhr/15.6. um 11:00 Uhr | Hertha BSC           | 4:7    | TSG 1899 Hoffenheim | 1:6 (0:3) | 3:1 (1:1) |
| 11.6. um 18:00 Uhr/15.6. um 11:00 Uhr | 1. FC Kaiserslautern | 2:3    | Borussia Dortmund   | 1:3 (1:1) | 1:0 (0:0) |

### Finale
| Paarung             | TSG 1899 Hoffenheim – Borussia Dortmund |
| Ergebnis            | 6:4 (4:2) |
| Datum               | Samstag, 21. Juni 2008 um 14:00 Uhr |
| Stadion             | Dietmar-Hopp-Stadion, Sinsheim |
| Zuschauer           | 4800 |
| Schiedsrichter      | Peter Gagelmann (Bremen) |
| Tore                | 1:0 Terrazzino (10.) 2:0 Szarka (14.) 2:1 Paurević (21.) 3:1 Terrazzino (25.) 4:1 Groß (29.) 4:2 Serrone (34.) 4:3 Sobiech (49., Strafstoß) 5:3 Grassel (60.) 6:3 Gulde (70., Strafstoß) 6:4 Buschening (71.)                                                                 |
| TSG 1899 Hoffenheim | Daniel Strähle – Marcel Gruber, Manuel Gulde, Anthony Loviso (75. Dennis Atmaca), Christian Grassel – Robin Neupert, Marco Schäfer, Robin Szarka, Pascal Groß – Dimitri Suworow (58. Claudio Bellanave), Marco Terrazzino (78. Fabio Schmidt) Cheftrainer: Guido Streichsbier |
| Borussia Dortmund   | Zlatan Alomerović – Bastian Fischer (41. Selome Victor Hounyovi-Huschka), Lasse Sobiech, Onur Çenik, Tim Hermes – Marc Hornschuh , Marco Stiepermann – Daniel Ginczek, Volkan Ekici, Giacomo Serrone (46. Dennis Buschening) – Ivan Paurević Cheftrainer: Peter Wazinski      |